# 운문문언
운문문언(雲門文偃, 864∼949)은 중국 당나라와 오대십국 시대의 선사이다.  광동성 유원현(乳源縣) 북쪽의 운문산 광태선원(光泰禪院)에서 운문종(雲門宗)을 개창하였다.
대한민국 경상북도 청도군 운문사가 운문문언에서 따온 이름이다.

## 생애
어려서 공왕사(空王寺)의 지증율사(志澄律師)의 문하에서 출가하여 계율을 깊이 연구하였다. 목주(睦州)에 이르러 선승 진존숙(陳尊宿)을 찾아 뵙고 심지(心地)를 밝게 하였으며, 설봉의존(雪峰義存)의 문하로 나아갔다.
908년 설봉의존이 입적한 뒤에는 각지를 돌며 수행을 이어나갔다. 당나라가 멸망(907)한 뒤인 남한(南漢) 건화(乾化) 원년(911년) 소주(韶州)에 이르러 영수여민(靈樹如敏)에게 찾아가 그에게서 배웠으며, 영수사(靈樹寺)에서 머무르며 수좌(首座)를 맡은지 8년 만에 영수여민으로부터 인가를 받았다. 건형(乾亨) 원년(918년) 영수여민이 입적하였다. 남한 고조(南漢高祖)가 병사를 일으키면서 영수여민에게 길흉에 대한 가르침을 물으러 왔는데, 고조가 도착했을 때 영수여민은 이미 세상을 떠나고 없었다. 영수여민의 문인이 영수여민이 입적하기 1년 전에 쓴 글을 봉한 상자를 바쳤는데, 고조가 그 상자를 받아서 열어 보니 그 글에 「사람과 하늘의 눈이 당 안의 상좌를 향한다」(人天眼目, 堂中上座)라 하였다. 고조는 이에 소주자사(韶州刺史) 하희범(何希範)에게 명해 선림(禪林)의 규정을 살펴서 운문문언에게 영수여민의 뒤를 이어 영수사의 주지가 되어 줄 것을 청하였다. 이듬해 문언은 개당(開堂)하고 설법을 행하였다. 그의 설법에는 설봉의존의 법문의 기풍이 있다는 소문이 퍼져서 후세 사람들은 모두 문언을 설봉의존의 후신으로 여기게 되었다고 한다.
건형 7년(923년) 남한 조정의 동의를 얻어 문언은 무리를 거느리고 운문산(雲門山, 광둥 성 루위안 야오족 자치현 북쪽)으로 옮겼고, 그곳에 광태선원(光泰禪院)을 지었다. 문언은 이곳에 머무르면서 선종의 선법을 널리 전하였다. 당시 사람들은 그를 운문문언(雲門文偃)이라 부르며 그 종파를 운문종(雲門宗)이라 칭하였다.
대유(大有) 11년(938년) 운문문언은 조를 받들어 당시 남한의 수도였던 광주(廣州)로 가서 입궐하여 설법하였으며, 광진대사(匡真大師)라는 봉호(封號)를 받았다. 이후 여러 차례 입궐하여 설법을 행하였다. 남한 중종(南漢中宗)이 즉위하고 건화(乾和) 6년(948년)에도 운문문언에게 입궐하여 설법해 줄 것을 청하였으며, 그에게 보광(寶光)이라는 탑호(塔號)와 서운(瑞雲)이라는 원호(院號)를 주었다.
이듬해인 건화 7년(949년) 운문문언은 입적하였다. 세수 86세, 법랍 66세였다.
대보(大寶) 6년(963년) 웅무절도추관(雄武節度推官) 완소장(阮紹莊)이 꿈에 운문문언이 나타나서 '탑을 열라'고 지시하는 것을 보고 이를 조정에 알렸는데, 남한 후주(南漢後主)가 사람을 시켜서 탑을 열고 그 유해를 가져다 광주로 와서 바쳤다. 이에 그에게 시호를 내려 대자운광성굉명대사(大慈雲匡聖宏明大師)라 하였다.

## 일화

### 한 주먹으로 때려 죽여서 개에게 던져 주겠다
석가모니는 태어나면서 손가락으로 하늘과 땅을 가리키며 "천상천하 유아독존"이라고 말했다.
운문문언은 이 이야기를 하면서, 석가모니가 자기 앞에서 그런 이야기를 하면 "한 주먹에 때려 죽여서 그 시신을 으깨어 개 먹이로 던져주겠다"고 하였다.

### 똥막대기와 똥더미
어떤 학인이 운문문언에게 부처가 무엇이냐고 묻자, 운문문언은 똥막대기라고 하였다.
또 다른 학인이 운문문언에게 만법은 어디에서 오냐고 묻자, 운문문언은 똥더미에서 나온다고 하였다.

## 같이 보기
- 벽암록